# Кірк Елін

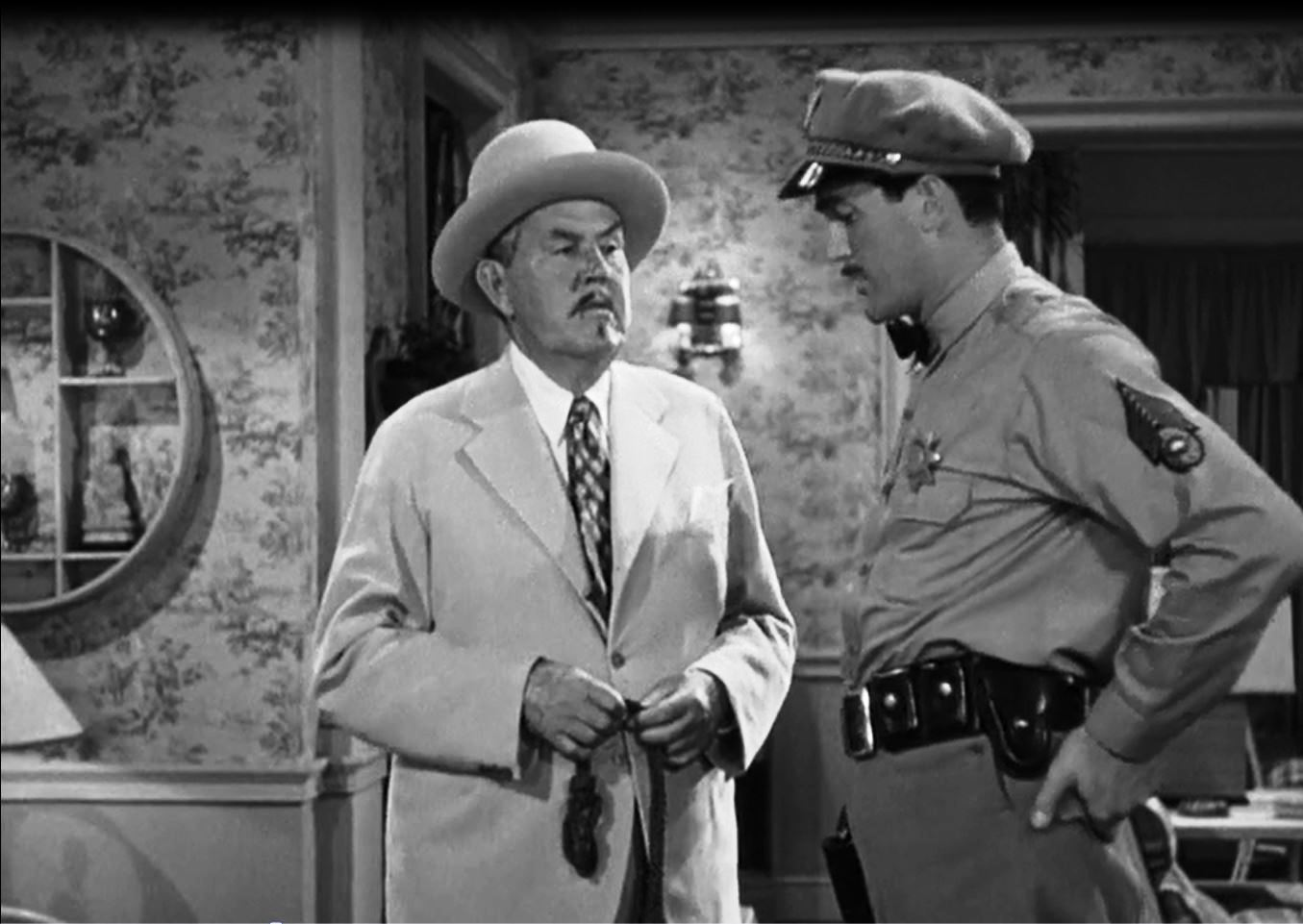

Кірк Елін (англ. Kirk Alyn), справжнє ім'я Джон Фегг-молодший (англ. John Feggo Jr., 8 жовтня 1910 а, Оксфорд, Нью-Джерсі — 14 березня 1999 рік, Зе-Вудлендс,  США) — американський актор.

## Біографія
Джон ФЕГГ-молодший народився 8 жовтня 1910 в Оксфорд, штат Нью-Джерсі, в сім'ї угорських іммігрантів. Закінчивши школу, майбутній актор навчався в Колумбійському Університеті. Його акторська кар'єра почалася з того, що Кірк Елін співав і танцював в кордебалеті, виступав у водевілях, і, нарешті, в 30-х роках взяв участь у кількох бродвейських постановках.
У 1930-му він вперше з'явився на екрані в складі масовки. У 1934-му він під ім'ям Джека Фаго (англ. Jack Fago) отримав невелику роль в романтичній музичній комедії «Приватні уроки», але активно зніматися став тільки з 1942 року. Кірк Елін був високим (185 см) і вельми привабливим брюнетом, але тільки в 10 з 28 фільмів, в яких він зіграв за 6 років, його ім'я було згадано в титрах.
Перелом у кар'єрі настав у 1948 році, коли Еліну запропонували роль у першій екранізації «Супермена». Чорно-білий кіносеріал складався з 15 коротких епізодів, їх загальна тривалість — 244 хвилини. Серію показували в кінотеатрах по одній в тиждень, як правило, перед показом основного фільму, і обривали на найцікавішому місці. З розвитком телебачення жанр кіносеріалу зжив себе.
Супермен Кірка Еліна виглядав абсолютно так само, як в коміксах — з точеним обличчям і завитком чорного волосся на лобі. Серіал розповідав про прибуття Супермена на Землю, про те, як він під виглядом скромного тюхтія Кларка Кента влаштувався репортером в газету «Daily Planet», як зустрів Лоїс Лейн. Сюжет закручується навколо протистояння Супермена і суперзлодейкі Леді-павучиха. Роль Лоїс Лейн виконала актриса Ноель Нілл, яка потім зіграла ту ж роль вже в телевізійному серіалі «Пригоди Супермена» з Джорджем Рівзом. Еліну пропонували головну роль в телесеріалі 1951, але він з якоїсь причини відмовився.
Через два роки вийшов другий кіносеріал, теж складається з 15 коротких серій, «Атомна Людина проти Супермена», в якому з'явився звичний нам лиходій Лекс Лютор.
Здавалося б, роль Супермена повинна була вивести Кірка Еліна до лав голлівудських зірок, але цього не сталося. Якийсь час він утримувався на плаву, отримуючи крихітні ролі на телебаченні, потім зовсім зник, переїхавши кудись до Аризони.
У 1974-му актор опублікував автобіографію «Робота для Супермена».
Після десятирічної перерви Кірк Елін ненадовго повернувся в кіно. Насамперед він майнув у відродженні 'Супермена', фільмі 1978 року, в якому роль Кларка Кента / Супермена зіграв ще один голлівудський красень Крістофер Рів. Кірк Елін з'явився в крихітній ролі доктора Сема Лейна, батька Лоїс. У 1979 році актор зіграв старого в одному з епізодів культового телесеріалу «Зоряний крейсер» Галактика "", в 1981-му виконав одну з невеликих ролей в пародійної комедії «Супербмен: Інше кіно» (Superbman: The Other Movie). Його останньою роботою стала роль професора Мечін у фільмі жахів «Скальпи» (Scalps), і після цього він вже не знімався.
У 1942 році Кірк Елін одружився з актрисою Вірджинією О'Браєн, відомою не тільки своєю красою, але і безпристрасним, незворушним виразом обличчя і рівним тоном голосу, які стали її фірмовими знаками. Вона навіть співала з крижаним виразом. Вірджинія народила чоловікові двох дочок і сина, але з їхнього шлюбу все одно нічого не вийшло, і в 1955 році вони розлучилися. Для Вірджинії це був другий шлюб з трьох, а ось Елін більше не одружився.
Актор помер 14 березня 1999 року в Зе-Вудлендс, штат Техас, у віці 88 років.